# Настоящий детектив (2-й сезон)
Второй сезон американского криминального/драматического сериала-антологии «Настоящий детектив», созданного Ником Пиццолатто, транслировался с 21 июня по 9 августа 2015 года на кабельном телеканале HBO. Сезон состоит из 8 эпизодов. В главных ролях: Колин Фаррелл, Рэйчел Макадамс, Тейлор Китч, Келли Райлли и Винс Вон.
Действие второго сезона происходит в Калифорнии. В центре сюжета — тесно переплетённые истории офицеров из трёх полицейских департаментов. После того, как калифорнийский дорожный патрульный и ветеран войны Пол Вудро (Китч) обнаруживает тело коррумпированного городского управляющего Бена Каспера на обочине шоссе, к расследованию дела подключаются детектив департамента полиции Винчи Рэймонд «Рэй» Велкоро (Фаррелл) и детектив офиса шерифа округа Вентура Антигона «Ани» Беззеридес (Макадамс). Бизнесмен и криминальный авторитет Фрэнсис «Фрэнк» Семьон (Вон) со своей женой Джордан (Райлли) пытается легализовать свои доходы, инвестировав их в железнодорожный проект Каспера, но теряет миллионы в результате гибели Каспера. Это побуждает Фрэнсиса начать собственное расследование.

## Эпизоды
| № общий | № в сезоне | Название                                                | Режиссёр        | Автор сценария                | Дата премьеры  | Зрители в США (млн) |
| --- | ---------- | ------------------------------------------------------- | --------------- | ----------------------------- | -------------- | ------------------- |
| 9 | 1          | «Западная Книга Мёртвых» «The Western Book of the Dead» | Джастин Лин     | Ник Пиццолатто                | 21 июня 2015   | 3,17                |
| В вымышленном промышленном городе Винчи (штат Калифорния) представитель городской администрации Бен Каспер исчезает прямо накануне презентации планов по развитию недвижимости в районе новой линии высокоскоростной железной дороги. Его бизнес-партнёр Фрэнк Семьон (Винс Вон) вынужден сам провести презентацию в присутствии деловых компаньонов Каспера, включая Осипа Агронова. Детектив полиции Винчи Рэй Велкоро (Колин Фаррелл) борется за право опеки над своим сыном, который, возможно, был зачат в результате изнасилования его бывшей жены (Эбигейл Спенсер) много лет назад. Во флэшбэке демонстрируется встреча Велкоро и Семьона в баре, где Семьон сообщает ему имя насильника его жены. В настоящем времени Велкоро работает подручным Семьона. Детектив из офиса шерифа округа Вентура Антигона «Ани» Беззеридес (Рэйчел Макадамс) возглавляет облаву на предполагаемый подпольный бордель, который оказывается легальной порно-студией, где она обнаруживает свою сестру Афину, снимающуюся в эротическом видеочате. Поиски пропавшей женщины Веры Мачиадо приводят Беззеридес в ее последнее известное место работы, духовную коммуну под руководством отца Беззеридес Элиота, ведущего отшельнический образ жизни. Офицера дорожного патруля Пола Вудро (Тейлор Китч) отправляют в оплачиваемый отпуск после того, как актриса Лэйси Линдел пытается соблазнить его, а затем ложно обвиняет его в сексуальном преступлении, когда он отказывается закрыть глаза на превышение ею скорости и нарушение режима условно-досрочного освобождения. Во время встречи со своей подругой Эмили, Вудро тайно принимает Виагру и отказывается отвечать на вопросы о шрамах на своём теле. Поздно ночью, гоняя по шоссе на мотоцикле с выключенными фарами и почти самоубийственной скоростью, играя, таким образом, в аналог русской рулетки, Вудро находит на площадке для пикника труп Каспера с выжженными кислотой глазами. Велкоро и Беззеридес знакомятся с Вудро на месте преступления. |            |                                                         |                 |                               |                |                     |
| 10 | 2          | «Тебя застанет ночь» «Night Finds You»                  | Джастин Лин     | Ник Пиццолатто                | 28 июня 2015   | 3,05                |
| Под началом прокуроров штата Ричарда Гелдофа и Кэтрин Дэвис Велкоро и Беззеридес формируют специальную следственную группу по расследованию убийства Каспера. Семьон, потрясенный новостью о смерти Каспера, думает, как ему решать свои финансовые проблемы, ведь, как выяснилось, пять миллионов долларов, которые он дал Касперу под железнодорожную сделку, украдены, и он потерял практически всё своё состояние. Прокуроры штата хотят проверить слухи о теневых сделках и коррупции в Винчи и назначают Вудро в качестве следователя для сбора улик, взамен обещая уладить скандал с Линдел. Шеф сообщает Беззеридес, что Велкоро — продажный коп, и настаивает на том, чтобы сделать его информатором. Шеф полиции Холлоуэй и лейтенант Кевин Бёррис вместе с мэром Винчи Остином Чессани поручают Велкоро вести расследование в нужном им направлении. Полицейский департамент Винчи подключает к группе четвёртого детектива, Тига Диксона. Вскрытие тела Каспера показывает, что перед смертью его пытали для получения информации, а также отстрелили гениталии из дробовика. Пьяный Велкоро идёт на встречу с сыном, но натыкается на решительный отпор своей бывшей жены, которая хочет получить единоличную опеку над их сыном и угрожает провести тест на отцовство, чтобы заставить Велкоро держаться подальше от него. После визита к своей матери Синтии Вудро ссорится с Эмили, которая думает, что он ей изменяет, и расстается с девушкой. Во время поездки с Велкоро и обсуждения дела Беззеридес спрашивает его, насколько он коррумпирован, но тот игнорирует вопрос. На встрече в баре Семьон сообщает Велкоро о тайном втором доме Каспера в Голливуде, о котором он узнал от проститутки. Когда Велкоро обыскивает дом на предмет улик, появляется человек в маске ворона и дважды стреляет в него из дробовика, причём один раз — в упор. |            |                                                         |                 |                               |                |                     |
| 11 | 3          | «Может, завтра» «Maybe Tomorrow»                        | Янус Мец        | Ник Пиццолатто                | 5 июля 2015    | 2,62                |
| Велкоро снится сон о встрече в баре с человеком, который впоследствии оказывается его отцом. Он описывает видение, в котором Рэй выбегает из леса и его расстреливают, а Велкоро видит кровь на своей груди. Велкоро приходит в себя и выясняет, что полученные раны не были смертельными. Он также обнаруживает пропажу скрытой камеры с жёстким диском. После оказания медицинской помощи Велкоро навещает своего отца-алкоголика и приносит ему индийскую коноплю, которая помогает уснуть. Семьон сталкивается с эректильной дисфункцией, когда его жена Джордан делает ему минет для экстракорпорального оплодотворения, которое он считает противоестественным. Беззеридес и Вудро расследуют возможность причастности к убийству Каспера мэра Чессани и приходят к нему домой, где знакомятся с его молодой женой, злоупотребляющей наркотиками, угрюмой дочерью и проблемным сыном. Чессани, недовольный этим визитом, угрожает Беззеридес и Вудро увольнением. Семьон приходит к старому деловому партнёру по строительному бизнесу, который уже выплатил все долги, но Семьон снова вымогает у него деньги. Затем он встречается с Осипом, который намекает на свой выход из сделки. Сообщник Семьона Блейк сообщает, что другой его подручный Стэн также убит. Вудро встречает старого друга из частной охранной фирмы «Блэк Маунтин» Мигеля Гилба, который вспоминает их гомосексуальную связь во время войны. Вудро в ответ сбивает его с ног. Расследование приводит Вудро в клуб Дэнни Сантоса. Семьон приказывает Сантосу и другим бандитам найти того, кто убивает его бизнес-партнёров. Сантос, утративший уважение к Семьону, заявляет, что больше на него не работает и велит ему убираться. Семьон избивает Сантоса и плоскогубцами вырывает его золотые передние зубы. Пока Беззеридес выпивает дома у Велкоро, приходит его бывшая жена Джина Брюн и сообщает ему, что он находится под следствием по делу о коррупции и является главным подозреваемым в деле об убийстве её насильника; Беззеридес подслушивает их разговор за дверью. Брюн предлагает Велкоро 10 000 долларов, если он прекратит борьбу за опеку над сыном, но он отказывается. Наводка от секретарши Каспера Лоры приводит Беззеридес и Велкоро на съёмочную площадку, где они узнают о кадиллаке, угнанном неделей ранее, в котором предположительно перевозили тело Каспера. Пока они допрашивают водителя по поводу угона, за углом человек в маске поджигает эту машину Во время погони за человеком в маске Беззеридес чуть не попадает под колёса грузовика, Велкоро успевает оттащить её в сторону. В знак благодарности он просит её сказать, что на него нарыли власти штата. Беззеридес говорит, что ничего не знает об этом. |            |                                                         |                 |                               |                |                     |
| 12 | 4          | «Падение» «Down Will Come»                              | Джереми Подесва | Ник Пиццолатто и Скотт Лассер | 12 июля 2015   | 2,36                |
| Семьон начинает заново отстраивать свою империю, возвращая власть над своими бывшими клубами и другой собственностью, попутно ведя переговоры с местными наркоторговцами, чтобы вернуть потерянные деньги. Беззеридес и Велкоро отслеживают передвижения Каспера, что приводит их на обширные участки земли, заражённые тяжёлыми металлами, десятилетиями оседавшими в хвостохранилищах в результате бурения. В коммуне под началом отца Беззеридес они выясняют, что Чессани, Каспер и его психиатр, доктор Питлор, много лет занимались общим бизнесом, Велкоро вынужден признать, что расследование, возбуждённое властями штата в отношение Винчи — нечто большее, чем простое вымогательство. Он предупреждает Беззеридес, что Чессани достиг своего положения, сталкиваясь с подобным давлением в прошлом, и он не смог бы выжить, не будь у него могущественных друзей или собственного накопленного влияния. Политические структуры — предположительно, по наущению Чессани — отстраняют Беззеридес от работы, после того, как её сослуживец подал на неё жалобу за сексуальное домогательство, но она всё ещё является частью специальной опергруппы. После допросов проституток на улице и в клубах, Вудро просыпается в квартире Мигеля и понимает, что переспал с ним. Отказываясь это обсуждать, Вудро уходит и обнаруживает, что его мотоцикл угнали, затем его атакуют репортёры с вопросами о его работе на частного военного подрядчика в Ираке. На встрече в кафе со своей бывшей подружкой он выясняет, что она беременна от него, и в отчаянии делает ей предложение. Возвращаясь к расследованию, он вместе с Диксоном, выходит на ломбард, где проститутка по имени Ирина сбыла часы, принадлежавшие Касперу. Велкоро идёт с этой новостью к Семьону, на что тот отвечает, что Стэн был убит при схожих со смертью Каспера обстоятельствах, и с ним это никак не связано. Под давлением полицейского управления Винчи, Велкоро, Беззеридес и Вудро проводят облаву на сутенёра Ирины, Ледо Амарилью, но попадают в засаду, когда выясняется, что здание служит лабораторией по изготовлению метамфетамина и взрывается после того, как полиция открывает по нему огонь. При попытке побега, Амарилья врезается на своём джипе в городской автобус, в самой гуще демонстрации против железнодорожного проекта. Когда появляется полиция, он и его сообщники начинают стрелять по толпе, Диксон убит, и после нейтрализации бандитов, Велкоро, Беззеридес и Вудро замирают в ужасе от огромного количества жертв среди гражданских и полиции. |            |                                                         |                 |                               |                |                     |
| 13 | 5          | «Другие жизни» «Other Lives»                            | Джон У. Краули  | Ник Пиццолатто                | 19 июля 2015   | 2,42                |
| Спустя два месяца после перестрелки, специальное расследование по делу о смерти Каспера было прекращено, так как прокурора штата, Гелдофа, удовлетворила версия виновности Амарильи. Велкоро уволился из полицейского управления Винчи и работает в частной охране Семьона, продолжая борьбу за опеку над сыном со своей бывшей женой и её нынешним мужем; Беззеридес понижена до хранителя склада вещдоков офиса шерифа, посещает семинары по сексуальным домогательствам, и в свободное время продолжает расследовать исчезновение Веры; а Вудро повысили до детектива, он занимается страховыми махинациями и пытается отбиться от шантажа Линдел. Семьон приходит к МакКэндлсу, владельцу Каталист — компании, владеющей землями для продажи под железнодорожный проект — с информацией о том, что человек, которому он продал свою компанию по утилизации отходов, умер при подозрительных обстоятельствах. С помощью этого, а также факта сговора с МакКэндлсом перед продажей очистной компании использовать её для загрязнения земли вокруг железной дороги, чтобы сбить её цену, прежде чем власти выкупят её обратно, Семьон шантажирует МакКэндлса, чтобы вернуть своё участие в железнодорожном проекте. Вместо этого МакКэндлс предоставляет ему возможность вернуться в проект, если он сможет добыть жёсткий диск, украденный из квартиры Каспера в ночь, когда стреляли в Велкоро. Также Семьон поручает Велкоро следить за Блейком, которому он больше не доверяет. Велкоро следит за тем, как Блейк вместе с Тони Чессани забирает из клиники Питлора трёх девушек и отвозит их врагу Семьона, Осипу. Тем временем, Беззеридес устанавливает связь между Верой и голубыми бриллиантами, найденными в сейфе Каспера. Это даёт Дэвис возможность заново открыть расследование смерти Каспера под предлогом найти Ирину, она снова собирает вместе Велкоро, Беззеридес и Вудро. Дэвис подозревает, что Гелдоф вступил в сговор с Чессани, и они использовали первоначальное расследование, чтобы открыть счёт для финансирования его кампании на губернаторских выборах, а всю коррупцию повесить на Каспера. Велкоро в раздумьях, но соглашается, когда Дэвис предлагает ему помощь в споре об опеке над сыном. Дэвис также сообщает Велкоро, что насильника Джины арестовали шесть недель назад. После того, как он подтверждает это в беседе с Джиной, Велкоро понимает, что наводка, которую Семьон дал ему несколько лет назад, была нужна, чтобы его коррумпировать. Вудро идёт по следу бриллиантов и выясняет, что Диксон искал их ещё до того, как они были обнаружены, но скрыл эту информацию в ходе первоначального расследования. Это приводит Вудро и Беззеридес к выводу, что полиция Винчи использовала Диксона, чтобы манипулировать расследованием. Велкоро возвращается в клинику Питлора и выбивает у него информацию о том, что у Каспера и Чессани был совместный бизнес по сведению влиятельных людей с проститутками на неких тайных вечеринках. Впоследствии они использовали фотографии, снятые на этих вечеринках, чтобы шантажировать людей, вроде МакКэндлса, которые их посещали. Беззеридес приходит к Афине в попытке заполучить приглашение на предстоящую вечеринку, прежде чем она и Вудро, с помощью старой наводки от её бывшего напарника, устанавливают последнее известное местонахождение Веры в заброшенном доме в Герневилле. Глубоко в лесу, за домом они обнаруживают залитый кровью сарай с пыточным стулом внутри. В то время, как Семьон и Джордан уладили свои разногласия по поводу возврата Фрэнка к своему старому бизнесу, бесплодия Джордан и совместного будущего, Велкоро приходит к ним домой и сообщает Семьону, что им нужно поговорить. |            |                                                         |                 |                               |                |                     |
| 14 | 6          | «Рухнет храм» «Church in Ruins»                         | Мигель Сапочник | Ник Пиццолатто и Скотт Лассер | 26 июля 2015   | 2,34                |
| Велкоро и Семьон обсуждают наводку, которая вывела Велкоро на предполагаемого насильника его жены, сжимая под столом направленные друг на друга пистолеты. Семьон клянется Велкоро, что в тот момент считал эту информацию достоверной. Успокоенный тем, что Семьон ненамеренно пустил его по ложному следу, Велкоро встречается в тюрьме с мужчиной, арестованным за изнасилование, и обещает убить его. После неловкого визита к сыну под присмотром наблюдателя, Велкоро срывается в кокаиново-алкогольный запой, после чего звонит своей бывшей жене и соглашается отказаться от борьбы за опеку при условии, что она никогда не расскажет сыну правду о его зачатии. Позже Семьон встречается со вдовой Стэна и их сыном подростком, чтобы успокоить их и расспросить о возможных подозреваемых в его смерти, вдова Стэна цитирует слова Блейка. Тем временем, Вудро идёт по следу пропавших бриллиантов и выясняет, что они были частью тайника, украденного в ходе ограбления с двойным убийством во время бунтов 1992 года, в результате чего двое детей стали сиротами, а бриллианты бесследно исчезли. Семьон начинает поиски Ирины и договаривается с мексиканским картелем о встрече с ней, взамен обещая картелю возможность торговать наркотиками в его клубах. Ирина звонит Семьону и признаётся, что получила вещи из дома Каспера от полицейского. Семьон договаривается с ней о личной встрече, чтобы она смогла опознать человека по фотографии, но прибыв на место встречи, находит её мёртвой, она убита мексиканцами за сотрудничество с полицией. Семьон безоружен, и при численном перевесе мексиканцев вынужден заключить с ними сделку. Беззеридес, под прикрытием личности Афины, проникает на одну из элитных вечеринок в Монтерее. Без телефона, передатчика и оружия, она вынуждена полностью положиться на Вудро и Велкоро. Ей дают наркотик и вместе с другими девушками отвозят на автобусе на вечеринку. Её попытки обыскать дом осложняются большим количеством приглашённых мужчин (среди них Гелдоф, Холлоуэй и Тони Чессани) и галлюцинациями о странном человеке из её детства, намекающими на то, что её совратили. Вудро и Велкоро проникают в дом и наблюдают встречу МакКэндлса и Осипа, на которой МакКэндлс признает, что вклад Осипа в железнодорожный проект был гораздо значительнее, чем вклад Семьона. Детективы крадут пакет контрактов из офиса МакКэндлса. Беззеридес встречает на вечеринке Веру и пытается увести её, но вынуждена при этом убить охранника. Вудро находит их и отводит к машине, где ждёт Велкоро. После побега Вудро просматривает украденные контракты и начинает осознавать масштаб того, во что они ввязались. |            |                                                         |                 |                               |                |                     |
| 15 | 7          | «Чёрные карты и нумера» «Black Maps and Motel Rooms»    | Дэниел Аттиас   | Ник Пиццолатто                | 2 августа 2015 | 2,18                |
| Опергруппа останавливается в мотеле, чтобы Вера и Беззеридес отошли от действия наркотиков, которые им дали на вечеринке, пока Велкоро и Вудро изучают документы, которые связывают Каталист и МакКэндлса с Осипом. Утром Вудро и Беззеридес отвозят свои семьи в безопасное место, а Велкоро отчитывается Семьону. Велкоро направляется на встречу с Дэвис, чтобы представить ей улики, но находит её застреленной в собственной машине. Вудро узнает, что Беззеридес разыскивается для допроса в связи со смертью охранника, которого она убила на вечеринке, а Велкоро подозревается в убийстве Дэвис. С Вудро связывается неизвестный, который шантажирует его фотографиями его ночи с Гилбом. Используя информацию, полученную от Семьона, Веры и из полицейской базы данных, троица готова представить версию убийства Каспера: группа коррумпированных полицейских — Холлоуэй, Бёррис, Диксон вместе с Каспером — воспользовавшись бунтами 1992 года, украли бриллианты, которые они использовали, чтобы купить место во властной структуре Винчи; однако, Лора, которая осталась сиротой в ходе ограбления, выследила их и после того, как устроилась на работу к Касперу и убедилась в его причастности к ограблению, убила его. Все их расследование, начиная с обнаружения бриллиантов вплоть до перестрелки с Ледо Амарильей было манипуляцией закулисных игр полицейского управления Винчи с целью скрыть их участие в том ограблении. Тем временем происходит конфликт Семьона с Блейком по поводу роли последнего в операции Осипа; Блейк признается, что Осип пытается выдавить Семьона из бизнеса с помощью сына Чессани — Тони, которого Осип намерен посадить в кресло мэра Винчи в качестве своей марионетки. После давления со стороны Семьона, Блейк сознается в убийстве Стэна и в том, что он специально обставил убийство по аналогии со смертью Каспера. Семьон убивает его и покупает Джордан билет, чтобы она покинула город. При встрече с Осипом Семьон проявляет вежливость и принимает должность управляющего клубами Осипа. Однако, узнав о денежной сделке (от Блейка, прежде чем убить его), в ходе которой Осип передаст Тони Чессани 12 миллионов долларов, Семьон забирает свои денежные запасы и сжигает свою недвижимость, чтобы навредить бизнесу Осипа. Осознав, насколько могущественны их враги, Велкоро и Беззеридес проводят вместе ночь. Тем временем, шантажист Вудро, Холлоуэй, выманивает его на встречу и требует вернуть документы, украденные на вечеринке. Вудро обезоруживает его и вступает в перестрелку с бойцами частной охранной службы Блэк Маунтин, которые сопровождали Холлоуэя по приказу МакКэндлса, но когда ему почти удаётся сбежать, его двумя выстрелами убивает лейтенант Бёррис. |            |                                                         |                 |                               |                |                     |
| 16 | 8          | «Конечная станция» «Omega Station»                      | Джон Краули     | Ник Пиццолатто                | 9 августа 2015 | 2,73                |
| После любовной ночи Велкоро и Беззеридес делятся друг с другом своими травмами из прошлого — Беззеридес вспоминает, как её совратили в детстве, а Велкоро рассказывает об убийстве предполагаемого насильника своей бывшей жены. Семьон убеждает Джордан уехать из страны с его помощником Нэйлсом в Венесуэлу, где он встретится с ней через две недели. Затем он идёт в особняк Чессани, где находит мэра мёртвым, а его жену Веронику под действием наркотиков, она говорит, что в убийстве замешан сын мэра Тони. Тем временем Велкоро и Беззеридес узнают о смерти Вудро и решают во что бы то ни стало завершить расследование. Они опознают Лору, секретаршу Каспера, и Ленни, фотографа со съемочной площадки, где была украдена машина, как брата и сестру Остерман. В доме Ленни они находят Лору, пристёгнутую наручниками к камину, и птичью маску из предыдущих эпизодов, которая принадлежит Ленни, и которая доказывает, что это он убил Каспера и стрелял в Велкоро. Лора подтверждает это и рассказывает о намерении Ленни также убить Холлоуэя, заманив его на встречу на вокзале в Анахайме, под предлгом продать жёсткий диск из квартиры Каспера, на котором он уже стёр все данные. Беззеридес сажает Лору на автобус до Сиэтла, а Велкоро перехватывает Ленни на вокзале и убеждает его заманить Холлоуэя в ловушку. Велкоро идёт на встречу вместо Ленни, вовлекая Холлоуэя в обсуждение истории голубых бриллиантов, в это время Ленни сидит позади них. Холлоуэй рассказывает, что Лора — незаконнорождённая дочь Каспера, и что их мать на момент смерти была беременна его вторым ребёнком. Эта новость приводит Ленни в ярость, он нападает на Холлоуэя, начинается перестрелка между Велкоро, Беззеридес, Бёррисом и Ленни. Холлоуэй стреляет в Ленни, после чего их обоих убивает охрана вокзала, остальные сбегают под прикрытием начавшейся паники. Велкоро и Беззеридес встречаются с Семьоном в тайном убежище в баре Блэк Роуз, где Велкоро убеждает Беззеридес отправиться в Венесуэлу, и планирует с Семьоном нападение на Осипа. Они вдвоём атакуют тайную хижину в лесу, где происходит передача денег, и убивают МакКэндлса и Осипа. На обратном пути они оба попадают в засаду — Семьона сажают в машину члены картеля, которые вложили деньги в сожжённый Семьоном клуб, а Велкоро выслеживает полиция Винчи, когда он навещает своего сына в школе в Лорел Кэньон, на его машине установлено устройство слежения, Велкоро обнаруживает его, но не может снять, и уезжает, понимая, что его судьба решена. Семьон после переговоров с картелем, откупается от мексиканцев, но отвечает отказом на требование одного из них отдать свой костюм, так как бриллианты, в которые он конвертировал свои последние сбережения, лежат в кармане пиджака. Семьона бьют ножом, он пытается вернуться в город пешком, но умирает от ран посреди пустыни после нескольких галлюцинаций. Полиция Винчи преследует Велкоро, он прощается с Беззеридес по телефону, прежде чем дать свой последний бой в лесу неподалеку. Велкоро смиряется с судьбой в столкновении с Бёррисом и группой спецназа, они убивают его в точности так, как рассказывал отец Велкоро в его сне из третьего эпизода. В эпилоге Тони Чессани становится мэром Винчи, Гелдофа избирают губернатором, железнодорожный проект продвигается, как запланировано, Велкоро клеймят как убийцу полицейских, Джина узнает из теста на отцовство Чеда, что Велкоро является его отцом с вероятностью 99,99 %, только что построенную автостраду называют в честь Пола Вудро, а его девушка родила его ребёнка. В Венесуэле Беззеридес родила второго сына Велкоро и живёт вместе с Джордан Семьон. Она встречается с журналистом, на которого Велкоро напал в первом эпизоде, и передаёт ему все улики, включая документы по делу Каспера, возлагая на него миссию начать крестовый поход против коррупции в Винчи, после чего она, Джордан и Нэйлс растворяются в толпе на улице. |            |                                                         |                 |                               |                |                     |

## В ролях

### В главных ролях
- Колин Фаррелл — детектив Рэймонд «Рэй» Велкоро, полицейский отдел Винчи
- Рэйчел Макадамс — детектив Антигона «Ани» Беззеридес, шериф округа Вентуры
- Тейлор Китч — офицер Пол Вудро, дорожный патрульный Калифорнии
- Винс Вон — Фрэнсис «Фрэнк» Семьон, преступник и предприниматель
- Келли Райлли — Джордан Семьон, жена Фрэнка

### Приглашённые актёры
- Ричи Костер — мэр Остин Чессани
- Кристофер Джеймс Бейкер — Блейк Чёрчмен
- Афемо Омилами — шеф полиции Холлоуэй[9]
- Майкл Ирби — детектив Элвис Илинка[10]
- Ливен Рамбин — Афина Беззеридес[11]
- Эбигейл Спенсер — Алисия Брюн[10]
- Лолита Давидович — Синтия Вудро[12]
- Джеймс Фрейн — лейтенант Кевин Бёррис[13]
- Райли Смит — Стив Мерсер[14]
- Адриа Архона — Эмили[15]
- Майкл Хайетт — Кэтрин Дэвис[16]
- Яра Мартинес — Фелисия[17]
- Кристиан Кэмпбкелл — Ричард Брюн[18]
- Джон Линдстром — Джейкоб Маккендлесс[19]
- Эмили Риос — Бетти Чессани[20]
- Винисиус Мачадо — Тони Чессани
- Ронни Джин Блевинс — Стэн[20]
- Тимоти В. Мёрфи — Осип Агранов[20]
- Чарли С. Ли — Ричард Гелдоф, генеральный прокурор Калифорнии[21]
- Крис Керсон — Нэйлс[9]
- Рик Спрингфилд — доктор Ирвинг Питлор[22]
- Эшли Хиншоу — Лейси Линдел[23]
- У. Эрл Браун — детектив Тиг Диксон[24]
- Дэвид Морс — Элиот Беззеридес, отстранённый отец Ани[24]
- Гэбриел Луна — Мигель Гилб[25]

## Производство
В январе 2014 года, Пиццолатто подписал двухлетнее продление контракта с HBO, эффективно обновляя сериал для двух дополнительных сезонов. Как и его предшественник, второй сезон «Настоящего детектива» состоит из восьми эпизодов, все написанные Пиццолатто. Однако, ответственность за режиссуру была поручена нескольким людям: Джастин Лин снял первые два эпизода, и, в июле 2014 года, Уильям Фридкин рассматривался в качестве режиссёра более поздних эпизодов. Фукунага, который снял весь первый сезон, не вернулся в качестве режиссёра; он остался, тем не менее, исполнительным продюсером, как Макконахи и Харрельсон. Пиццолатто нанял партнёра-романиста Скотта Лассера, чтобы помочь разбить истории на вторую половину сезона.

### Кастинг
Успех «Настоящего детектива», и его последующее продление, заправили слухи о кастинге в прессе. В один прекрасный момент, ранние сообщения СМИ назвали Кейт Бланшетт, Джоша Бролина, Хоакина Феникса, Гаррета Хедлунда, Майкла Фассбендера, Джессику Честейн, Кристиана Бейла, Элизабет Мосс и Брэда Питта в списке среди потенциальных кандидатов на главные роли. Первым значительным выбором стал Колин Фаррелл в роли Рэя Велкоро, о чём он объявил в своём интервью с «Sunday World» в сентябре 2014 года. Винс Вон, играющий роль Фрэнка Семьона, стал следующим важным подписавшимся с HBO в конце месяца. К ноябрю основной состав «Настоящего детектива» расширился, включив Тейлора Китча, Келли Райлли и Рэйчел Макадамс.

### Съёмки
Калифорния была выбрана в качестве места съёмок для второго сезона. Продюсерам настоятельно рекомендовалось избегать съёмок в Лос-Анджелесе и, вместо этого, сосредоточиться на более непонятных регионах штата, чтобы захватить «определённую психо-сферную атмосферу». Производство началось в ноябре 2014 года.

### Музыка
Ти-Боун Бёрнетт вернулся в качестве композитора для второго сезона, а музыка для сезона была более вдохновлена электронной музыкой, чем в первом сезоне. Бёрнетт отметил, что изменения в ландшафте, в Калифорнии, также изменило то, как он писал музыку. «Nevermind» Леонарда Коэна — главная тема заставки, которая была песней из альбома Коэна 2014 года, «Popular Problems». Лирики главной песни менялись с каждым эпизодом, включая различные стихи из песни Коэна. Музыка Леры Линн исполняется на протяжении всего сезона, и песня «The Only Thing Worth Fighting For», которую она сочинила с Бёрнеттом и Розанной Кэш, использована в трейлера второго сезона. Линн сотрудничала с Бёрнеттом в написании нескольких песен для сериала, с подсказками от создателя Ника Пиццолатто, касающихся слов и тематики. Линн также изображает певицу в баре в сезоне, где несколько из её песен были использованы, включая «My Least Favorite Life», которая была написана легендой кантри Джонни Кэшем.

## Реакция

### Рецензии
Второй сезон получил в основном положительные отзывы, однако многие критики считают его не столь сильным, как первый. На Rotten Tomatoes, сезон имеет рейтинг 62 %, на основе 325 отзывов, со средним рейтингом 6.75/10. Критический консенсус сайта гласит: «„Настоящий детектив“ стоит на своём как солидная полицейская драма, с запоминающимися моментами и резонансными отношениями, перевешивая предсказуемые повороты сюжета». На Metacritic, у сезона 61 балл из 100, на основе 41 отзыва, обозначая «в основном положительные отзывы».
Дэвид Хинкли из Daily News New York дал очень положительный отзыв и написал: «Это всё-таки своего рода шоу, которое заставляет телезрителей достичь ключевых слов, как во времена „золотого века телевизионных драм“» и что «вторая часть „Настоящего детектива“ идёт в путь, чтобы не повторяться». Хэнк Стувер из «The Washington Post» дал в целом положительный отзыв, похвалив игру актёров, и написал: «По-прежнему есть что-то мрачное и взволнованное в „Настоящем детективе“, но также есть и завораживающий стиль — это несовершенно, но хорошо сделано».
Более противоречивый отзыв пришёл от Брайана Лоури из Variety, который написал: «Хотя в целом смотрибельный, вдохновение, которое превратило первый [сезон] в страсть для многих, кажется вытекло из прозы Ника Пиццолатто».